# Paspalum dasytrichum
Paspalum dasytrichum är en gräsart som beskrevs av Per Karl Hjalmar Dusén och Jason Richard Swallen. Paspalum dasytrichum ingår i släktet tvillinghirser, och familjen gräs. Inga underarter finns listade i Catalogue of Life.